# Glenea cylindrica
Glenea cylindrica é uma espécie de escaravelho da família Cerambycidae. Foi descrita por Per Olof Christopher Aurivillius.